# Куула, Алма
Алма (Альма) Йоханна Куула, урождённая Силвентойнен (фин. Alma Johanna Kuula, o.s. Silventoinen, 1884—1941) — финская певица, сопрано. Известна также как жена композитора Тойво Куула.

## Биография
Алма Силвентойнен родилась в Санкт-Петербурге 5 февраля 1884 года. Её родители были финнами; отец, Пекка Силвентойнен, родом из Керимяки, владел ювелирной фабрикой, занимавшейся изготовлением различных изделий из драгоценных металлов и камней; мать, Ханна Хяггсон, родом из Эхтяри, работала до замужества горничной. В семье было пятеро детей, одна из сестёр Алмы, Ойли (после замужества Сииканиеми) стала известной певицей.
До 1901 года Алма училась в школе для девочек, затем — в музыкальном училище в Хельсинки (закончила в 1908 году), продолжила учёбу в Милане (1908—1909), Париже (1909—1910), снова в Милане (1911—1912 и 1913—1914).
С 1911 года выступала с концертами в Финляндии и во многих других европейских странах, в том числе в Милане (1914), Санкт-Петербурге (1916), Таллине (1919), Германии (1920, 1922, 1924, 1928), Будапеште (1924, 1928), Швеции.
В 1914 году вышла замуж за финского композитора и дирижёра Тойво Куула (1883—1918), первой исполняла многие из его песен; В 1917 году у них родилась дочь Синикка (1917—1981), ставшая известной пианисткой. Алма после смерти мужа стала хранительницей его памяти и пропагандистом его творчества. Карьера певицы длилась в течение всей её жизни.
Скончалась в городе Лаппеэнранта 8 октября 1941 года во время репетиции концерта. Похоронена на кладбище Хиетаниеми в Хельсинки рядом с мужем.